# Matt Miazga
Matthew „Matt” Miazga (ur. 19 lipca 1995 w Clifton) – amerykański piłkarz polskiego pochodzenia występujący na pozycji środkowego obrońcy w klubie FC Cincinnati oraz w reprezentacji Stanów Zjednoczonych. Były młodzieżowy reprezentant Polski.

## Życiorys

### Kariera klubowa
W wieku sześciu lat Miazga rozpoczął treningi w szkółce piłkarskiej w New Jersey, gdzie zapisał go jego ojciec. Pomimo ofert z m.in. Anglii i Niemiec, w 2009 Miazga trafił do akademii New York Red Bulls, z którą w 2012 roku zwyciężył w rozgrywkach U.S. Developmental Academy National Championship. 30 maja 2013 oficjalnie podpisał z klubem zawodowy kontrakt i zadebiutował w jego barwach 8 września 2013 podczas wygranego 4:1 spotkania z Houston Dynamo, zmieniając w 76. minucie Markusa Holgerssona.
30 stycznia 2016 został graczem angielskiej Chelsea, z którą związał się czteroipółletnim kontraktem. 2 kwietnia 2016 zadebiutował w Chelsea w wygranym meczu 4:0 z Aston Villą. Zagrał cały mecz i dodatkowo zachował czyste konto.
31 sierpnia 2016 został wypożyczony na sezon do holenderskiego SBV Vitesse. W latach 2018–2019 wypożyczony był do francuskiego klubu FC Nantes.
25 stycznia 2019 został wypożyczony do angielskiego klubu Reading F.C., umowa do 31 maja 2019.

### Kariera reprezentacyjna
W trakcie swojej kariery Miazga reprezentował na szczeblach młodzieżowych zarówno Polskę, jak i Stany Zjednoczone. W maju 2013 wraz z kadrą USA do lat 18 wziął udział w 19. corocznym międzynarodowym turnieju juniorów rozgrywanym w Portugalii.
13 października 2015 zadebiutował w reprezentacji USA w wygranym 6:1 meczu eliminacji do Mistrzostw Świata 2018 z Saint Vincent i Grenadynami.